# Дергамиський кар'єр
Дергамиський кар'єр – колишнє гірничодобувне підприємство в Башкортостані.
Видобуток руди на Дергамиському родовищі провадили ще в старовину (ймовірно, у бронзовий вік), коли тут виник кар’єр з поперечним розміром у 70 – 80 метрів та глибиною 10 – 12 метрів. Оцінюють, що тоді було видобуто 17 тисяч тон руди, що містила 400 тон міді.
В 2012-му компанія «Башкирська мідь» почала повномасштабну розробку родовища, яка велась відкритим способом з глибини у кілька десятків метрів (відомо, що станом на 2013-й глибина кра’єру становила 30 метрів). Видобута руда вивозилась на Хайбулінську збагачувальну фабрику, що належить до рудника Юбілєйний.
Запаси родовища оцінювали у 1,8 млн тон. Втім, вже у 2018-му після вилучення 0,22 млн тон руди роботи припинились. Хоча родовище рахувалось як мідно-кобальтове, розробка провадилась на мідь.
Наразі Дергамиський кар'єр затоплений.